# 蒙自金丝梅
蒙自金丝梅（学名：Hypericum henryi sp. hancockii）为藤黄科金丝桃属下的一个亚种。

## 扩展阅读
- 維基物種上的相關：蒙自金丝梅